# Гребёнкин, Олег Анатольевич
Олег Анатольевич Гребёнкин (род. 11 августа 1958, Рига) — российский политический деятель, депутат Государственной Думы ФС РФ пятого созыва (2007—2011). Лауреат премии Ленинского комсомола в области математики.

## Биография
После окончания института работал в научно-исследовательских институтах Министерства обороны, а также в Центре управления полетами. В 1994 году возглавил инвестиционно-строительную компанию «Квартал», занимавшуюся возведением жилья на Юго-Западе Москвы. Входил в Рейтинг Forbes: Власть и деньги 2010 года, заработав 885.04 млн руб. Записал сборник народной музыки «Русский век».

### Депутат госдумы
Депутат Государственной думы Российской Федерации V созыва (2007—2011) — Комитет по строительству и земельным отношениям.